# إريك سكوت (كاتب أغاني)
إريك سكوت (بالإنجليزية: Erik Scott)‏ هو كاتب أغاني أمريكي، ولد في 1948 في ميلواكي في الولايات المتحدة.

## وصلات خارجية
- الموقع الرسمي